# Vale (parish)
Vale (franska: Le Valle) är en av kronbesittningen Guernseys tio administrativa indelningar i form av parish i (Storbritannien). Den ligger i den nordöstra delen av Guernsey. Antalet invånare är 9 573. Arean är 8,8 kvadratkilometer. Vale ligger på ön Guernsey.
Terrängen i Vale är mycket platt.

## Historik
933 kom öarna, som tidigare var under kontroll av William I; då hertigdömet Bretagne, att tillfalla hertigdömet Normandie. Ön Guernsey och de andra kanalöarna representerar de sista kvarlevorna i den medeltida hertigdömet Normandie.